# Wiatrak holenderski w Łowkowicach
Wiatrak holenderski w Łowkowicach – murowany wiatrak holenderski zlokalizowany w Łowkowicach na ziemi prudnickiej. Znajduje się w północno-zachodniej części wsi, przy drodze do Strzeleczek (ulica Wiatrakowa). Stanowi jedyny zachowany w dobrym stanie przykład wiatraka holenderskiego na Śląsku Opolskim.

## Historia
Obiekt zbudowany został w 1868. W latach 60. XX wieku istniało na Opolszczyźnie dziewięć wiatraków holenderskich, a jedynie dwa z nich były w dobrym stanie i nie uległy przebudowom. Były to wiatraki w Łowkowicach i w Gostomi. Pierwszym właścicielem wiatraka łowkowickiego był młynarz o inicjałach H.Ż. Jako młyn wykorzystywany był do 1936. W latach 90. XX wieku uległ odrestaurowaniu. Mieści obecnie kawiarnię. W 1966 uznany za zabytek (nr 1622/66).

## Architektura
Obiekt na planie okręgu o średnicy sześciu metrów, wzniesiony z cegły i otynkowany, z parterową przybudówką od zachodu. Ma cztery kondygnacje i wysokość 9,5 metra, a stożkowaty dach pokryty jest papą (wcześniej gontem). Parter mieścił dawniej sień, izbę i spiżarnię. Wyżej zainstalowane były urządzenia młynarskie. Dopływ światła zapewniają cztery rzędy zamkniętych łukiem, wąskich okien usytuowanych w pionie. Śmigi są atrapami.